# Осуми (провинция)

Провинция Осуми на карте Японии со старым административным делением (выделена красным).

Провинция Осуми (яп. 大隅国 о:суми но куни, «Страна Осуми» или 隅州 гусю:, «провинция Осуми») — историческая провинция Японии в регионе Кюсю. Соответствует восточной части современной префектуры Кагосима.

## История
Провинция Осуми была образована в результате раздела провинции Хюга в 713 году. Центр новой административной единицы находился в современном городе Кирисима.
В 824 году в состав провинции Осуми была включена ранее отдельная провинция Танэ (яп. 多禰国).
Через порты провинции проходил важный торговый путь из королевства Рюкю в японскую столицу. Именно поэтому земли Осуми были привлекательными для многих японских чиновников.
С XIII века провинцией владел род Ходзё, который фактически захватил всю полноту власти в Камакурском сёгунате. С XIV века его вытеснил род Симадзу, владелец соседней провинции Сацума. Под властью последнего Осуми пребывала вплоть до XIX века в составе Сацума-хана.
В результате административной реформы в 1871 году провинция Осуми вошла в состав префектуры Кагосима.

## Уезды провинции Осуми
- Аира (яп. 始羅郡)
- Гому (яп. 馭謨郡)
- Кимоцуки (яп. 肝属郡)
- Кувабара (яп. 桑原郡)
- Кумагэ (яп. 熊毛郡)
- Оосуми (яп. 大隅郡)
- Соо (яп. 囎唹郡)
- Хисикари (яп. 菱苅郡)